# カトリーナ・カイフ
カトリーナ・カイフ（Katrina Kaif デーヴァナーガリー表記：कैटरीना कैफ़,  1983年7月16日 - ）は、インド出身の女優、モデル。実名はカトリーナ・ターコット（Katrina Turquotte）。英国市民権を持つ。

父親はカシミールにルーツを持ち、母親はイングランド人。幼少期に両親が離婚、母親に育てられた。

## 主な出演作品
- Boom（2003年）
- Sarkar（2005年）
- Maine Pyaar Kyun Kiya?（2006年）
- Apne（2007年）
- Namastey London（2007年）
- Race（2008年）
- Singh Is Kinng（2008年）
- Yuvvraaj（2008年）
- New York（2008年）
- Ajab Prem Ki Ghazab Kahani（2009年）
- Tees Maar Khan（2010年）
- Raajneeti（2010年）
- 人生は二度とない Zindagi Na Milegi Dobara（2011年）※別題『人生は一度だけ』
- Mere Brother Ki Dulhan（2011年）
- 火の道 Agneepath（チクニー・チャンリー（英語版）, 2012年）
- 命ある限り Jab Tak Hai Jaan（2012年）
- タイガー 伝説のスパイ Ek Tha Tiger（2012年）
- チェイス! Dhoom 3（2013年）
- バンバン! Bang Bang!（2014年）
- Phantom（2015年）
- あの時にもう一度 Baar Baar Dekho（2016年）
- Jagga Jasoos（2017年）
- タイガー 甦る伝説のスパイ Tiger Zinda Hai（2017年）
- スーリヤヴァンシー Sooryavanshi（2021年）
- タイガー 裏切りのスパイ Tiger 3（2023年）
- Merry Christmas（2024年）